# Timothy Bottoms
Timothy James Bottoms (Santa Bárbara, California, 30 de agosto de 1951) es un productor de cine y actor estadounidense. Es famoso por haber sido intérprete de la película Johnny Got His Gun (1971) y La última película (1971).

## Primeros años
Bottoms es el hijo mayor de Betty Chapman y James Bud Bottoms, quien era escultor y maestro de arte. Es hermano de los actores Joseph Bottoms, Sam Bottoms y Ben Bottoms. En 1967, Bottoms realizó una gira por Europa como parte de la Sociedad de Madrigales de Santa Bárbara.
Sam Bottoms murió debido a un cáncer cerebral en 2008.
En esa época, Sam era el único hermano cercano a Timothy.

## Carrera
Bottoms hizo su debut en el cine en 1971 como Joe Bonham en Johnny Got His Gun, de Dalton Trumbo. El mismo año, apareció junto a su hermano Sam en The Last Picture Show. Timothy interpretaría el mismo personaje en la secuela Texasville, de 1990. Además, apareció en otras películas notables como The Paper Chase, Love and Pain and the Whole Damn Thing, Rollercoaster y Elephant.
Bottoms tiene la distinción única de haber representado al presidente estadounidense George W. Bush en tres producciones muy distintas. Entre 2000 y 2001, realizó una parodia de Bush en la comedia de situaciones de Comedy Central That's My Bush!. Después apareció como Bush en un cameo en la película familiar The Crocodile Hunter: Collision Course. Por último, tras los ataques del 11 de septiembre de 2001, Bottoms volvió a representar a Bush, esta vez de una manera seria, en la película para televisión DC 9/11, una de las primeras películas basada en los ataques.
Durante un episodio de la serie de televisión That '70s Show en el que se había emitido una advertencia de tornado y los estudiantes de la escuela secundaria habían quedado atrapados, Bottoms es visto como el director aterrorizado. Durante la primera temporada de la serie FX Dirt apareció en un papel recurrente como Gibson Horne, quien era dueño de la revista en la que trabajaba Lucy Spiller, el personaje principal de la serie.
En 1991 coprodujo el documental Picture This: The Times of Peter Bogdanovich in Archer City, Texas (1991), que trata acerca de las bambalinas de las películas The Last Picture Show y Texasville. En el documental, él reveló que estaba enamorado de Cybill Shepherd ―su compañera de reparto en The Last Picture Show, pero que ella no correspondió a sus sentimientos. También fue muy destacado en el video de Metallica de su canción One, que contó con imágenes de la película Johnny Got His Gun.

## Filmografía

### Cine
- 1971: Johnny tomó su fusil (Johnny Got His Gun)
- 1971: La última película (The Last Picture Show)
- 1973: Amores, penas y despechos (Love and Pain and the Whole Damn Thing)
- 1973: Vida de un estudiante (The Paper Chase)
- 1974: El amanecer blanco (The White Dawn)
- 1974: The Crazy World of Julius Vrooder
- 1975: Siete hombres al amanecer (Operation Daybreak)
- 1976: El vicio y el poder (A Small Town in Texas)
- 1977: Montaña rusa (Rollercoaster)
- 1978: The Other Side of the Mountain: Part II
- 1979: Huracán (Hurricane)
- 1981: Cerca del cielo (The High Country)
- 1983: Tin man
- 1983: Las aventuras de Hambone (Hambone and Hillie)
- 1984: El censor (The Census Taker)
- 1984: Cavernas fantasmas (What Waits Below)
- 1984: Serpiente de mar
- 1986: En la sombra del Kilimanjaro (In the Shadow of Kilimanjaro)
- 1986: Invasores de Marte (Invaders from Mars)
- 1986: El fantasista (The Fantasist)
- 1987: El príncipe de la tierra de Más allá (Mio min Mio)
- 1988: El vagabundo (The Drifter)
- 1989: El regreso del río Kwai (Return from the River Kwai)
- 1988: Un caso de honor (A Case of Honor)
- 1989: Istanbul
- 1990: Texasville
- 1993: Digger
- 1994: Cielo azul / Las cosas que nunca mueren (Blue Sky), sin acreditar
- 1994: Las aventuras mágicas de Ava (Ava's Magical Adventure)
- 1994: Horses and Champions
- 1994: I'll Met by Moonlight
- 1995: Top Dog: El perro sargento (Top Dog)
- 1996: El regreso de Jack el Destripador (Ripper Man)
- 1995: Cumbres de poder (Hourglass)
- 1995: Obsesión desesperada (Desperate Obsession)
- 1996: The Prince, como John.
- 1996: Fox Hunt, como Frank.
- 1996: Ringer o Vida nueva, como Clay.
- 1997: Total Force, como el teniente John Drake.
- 1997: American Hero, como Jack Armstrong.
- 1997: Tiger
- 1997: Absolute Force
- 1997: Mr. Atlas, como Phillip Frodden.
- 1997: Uncle Sam o Muerto el 4 de julio, como el Sr. Crandall
- 1997: Total Force 2, como el teniente John Drake.
- 1998: The Waterfront, como Salvatore Tandino.
- 1998: No Rest for the Wicked
- 1998: Black Sea 213, como Dean.
- 1998: Diamondbacks, como Ed Williams.
- 1998: Mixed Blessings.
- 1998: Los mosqueteros del Rey (The Man in the Iron Mask).
- 1999: The Boy with the X-Ray Eyes.
- 1999: Lone Tiger, como Marcus.
- 1999: The Prince and the Surfer, como Johnny Canty.
- 2000: The Hiding Place, como Jack.
- 2000: Held for Ransom o Secuestrados, como Fred Donovan.
- 2002: The Crocodile Hunter: Collision Course o El cazacocodrilos, como el presidente George W. Bush
- 2003: Elephant, como el Sr. McFarland
- 2003: The Entrepreneurs, como Rotunno.
- 2004: Paradise (también conocido como Illusion Infinity), como Mack Cameron.
- 2004: The Girl Next Door, como el Sr. Kidman
- 2005: Paradise, Texas
- 2007: Shanghái Kiss, como el padre de Adelaide
- 2007: Along the Way, como Michael McCaffery.
- 2008: Parasomnia, como el Dr. Corso
- 2008: Chinaman’s Chance: America’s Other Slaves, como Thomas.
- 2009: An American Girl: Chrissa Stands Strong o Chrissa: una lección de valentía, como Paul Maxwell.
- 2009: Call of the Wild (El llamado de la selva o Llamada salvaje), como Heep.
- 2009: The Land That Time Forgot, o Isla jurásica, como el capitán Burroughs
- 2010: Pound of Flesh, como Cameron Morris..
- 2011: The One Nighter, como Louie.
- 2011: Hello Stranger, como el comisario.
- 2012: Realm of the Mole Men, como Willy.

### Televisión
- 1972: Look Homeward, Angel
- 1973: Winesburg, Ohio
- 1976: La historia del rey David
- 1976: Arthur Hailey's the Moneychangers
- 1978: The Gift of Love
- 1979: A Shining Season
- 1980: Escape
- 1981: East of Eden
- 1984: Love Leads the Way: A True Story
- 1986: Perry Mason: The Case of the Notorious Nun
- 1987: The Hitchhiker
- 1987: Island Sons
- 1988: The Twilight Zone, episodio: «The Hellgrammite Method»
- 1989: Freddy's Nightmares
- 1990: The Ray Bradbury Theater, episodio: «Here There Be Tygers»
- 1991: Land of the Lost
- 1995: Personal Vendetta, como Zach Blackwell.
- 1995: Yakuza Connection, como Ward Derderian.
- 1995: 500 Nations
- 1996: Death Name, como Jack.
- 2000: Murder Seen, o Más allá del sueño, como el detective Stepnoski.
- 2001: That's My Bush! (8 episodios), como el presidente George W. Bush
- 2001: Gideon’s Crossing, como el reverendo Chuck.
- 2002: That '70s Show (episodio: «Tornado Prom»), como el vicedirector Cole.
- 2003: DC 9/11: Time of Crisis
- 2004: Ike: Countdown to D-Day, como Walter Bedell "Beetle" Smith.
- 2004: NCIS (episodio: «Vanished»), como Ritt Everett.
- 2005: Jane Doe: Now You See It, Now You Don't, o Jane Doe 2: Visto y no visto, como Clarence.
- 2005: Vampire Bats, o Vampiros mutantes, como Hank Poelker.
- 2005: Grey's Anatomy, como Carl Murphy.
- 2006: Deceit, como Martin Ford.
- 2007: Dirt, como Gibson Horne.
- 2007: Holiday in Handcuffs, como Dad Chandler (acreditado como Tim Bottoms).
- 2008: Lone Rider, como Gus.
- 2008: The Governor's Wife
- 2009: Bound by a Secret, como Will Hutchinson.
- 2010: Private Practice (Sin cita previa) (episodio: «In the Name of Love»), como Irwin.
- 2012: I Married Who?, como Allen.

## Productor
- 1991: Picture This: The Times of Peter Bogdanovich in Archer City, Texas